# 博格達鄉

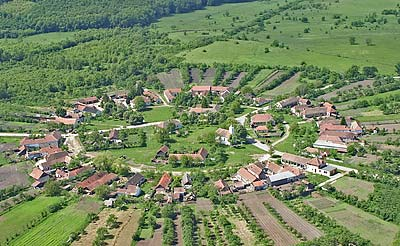

45°58′27″N 21°35′31″E / 45.97417°N 21.59194°E
博格達鄉（羅馬尼亞語：Comuna Bogda, Timiș），是羅馬尼亞的鄉份，位於該國西部，由蒂米什縣負責管轄，面積79平方公里，海拔高度165米，2002年人口418，人口密度每平方公里5人。